# Michael Lewis (Rennfahrer, 1990)
Michael James Lewis (* 24. Dezember 1990 in Laguna Beach, Kalifornien) ist ein US-amerikanischer Automobilrennfahrer. Er startete 2012 und 2013 in der europäischen Formel-3-Meisterschaft.

## Karriere
Lewis begann seine Motorsportkarriere 2002 in Midget-Cars. Er trat bis 2005 in verschiedenen Midget-Serien an. 2005 wechselte er in den Kartsport, in dem er bis 2010 aktiv blieb. Seit 2009 liegt sein Hauptaugenmerk allerdings im Formelsport. Er debütierte 2009 in der amerikanischen Formel BMW. Für EuroInternational startend erzielte er drei Podest-Platzierungen und belegte am Saisonende den vierten Meisterschaftsplatz, während seine Teamkollegen Gabby Chaves und Giancarlo Vilarinho Erster und Zweiter wurden. Nach der Schließung der amerikanischen Formel BMW wechselte Lewis 2010 in die europäische Formel BMW. Während seine Teamkollegen Carlos Sainz junior und Daniil Kwjat Podest-Platzierungen erzielten, beendete Lewis die Saison mit einem fünften Platz als bestes Resultat auf dem 14. Gesamtrang. Darüber hinaus absolvierte er 2009 und 2010 Gaststarts in der pazifischen Formel BMW.
2011 wechselte Lewis zum Prema Powerteam in die italienische Formel-3-Meisterschaft. Mit drei Siegen war er in dieser Saison der Fahrer, der die meisten Rennen gewann. Dennoch unterlag Lewis am Saisonende mit 136 zu 149 Punkten Sergio Campana. Teamintern setzte sich Lewis mit 13 Punkten Vorsprung gegen Raffaele Marciello durch und entschied darüber hinaus die Rookie-Wertung für sich. Als Belohnung für seine Leistungen in der italienischen Formel 3 erhielt Lewis im November die Möglichkeit, einen Formel-1-Test für Ferrari zu absolvieren. 2012 blieb Lewis beim Prema Powerteam und wechselte in die Formel-3-Euroserie. Er war zudem in der europäischen Formel-3-Meisterschaft wertungsberechtigt. Er gewann ein Rennen in der Formel-3-Euroserie und beendete die Saison auf dem achten Platz. In der europäischen Formel 3 wurde er Neunter in der Fahrerwertung. Während Daniel Juncadella, einer seiner drei Teamkollegen, in beiden Serien den Titel gewann, war Lewis in beiden Meisterschaften nach Punkten schlechtester Prema-Pilot.

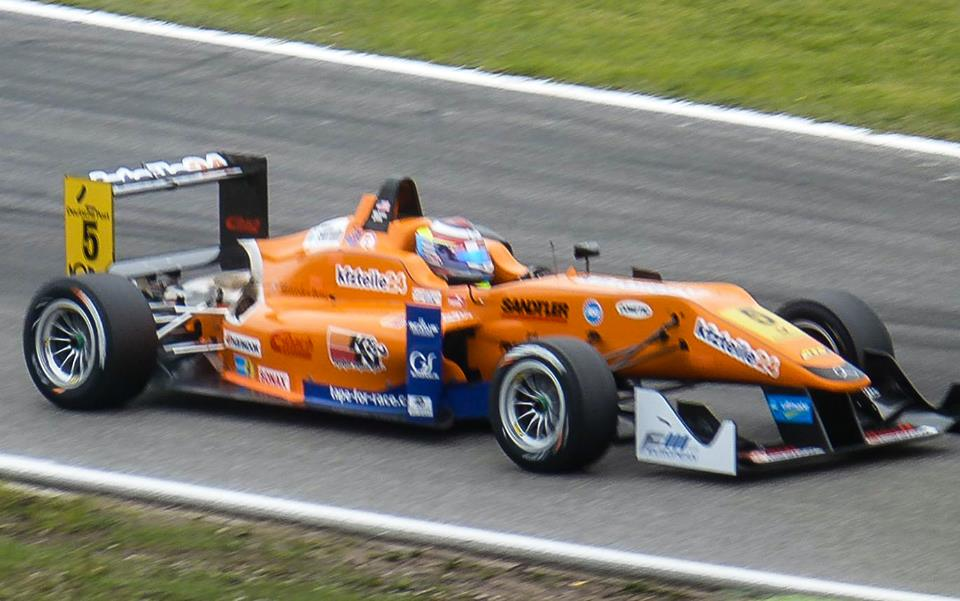
Michael Lewis im Dallara F312

2013 war Lewis zunächst ohne Cockpit. Zum zweiten Rennwochenende der europäischen Formel-3-Meisterschaft löste er bei Mücke Motorsport Pascal Wehrlein ab, der in die DTM gewechselt war. Während sein Teamkollege Felix Rosenqvist mit 457 Punkten Gesamtzweiter wurde, erreichte Lewis mit 23 Punkten den 19. Platz im Gesamtklassement.

## Statistik

### Karrierestationen
| - 2002–2005: Midget-Cars - 2005–2010: Kartsport - 2009: Amerikanische Formel BMW (Platz 4) | - 2010: Europäische Formel BMW (Platz 14) - 2011: Italienische Formel 3 (Platz 2) - 2012: Formel-3-Euroserie (Platz 8) | - 2012: Europäische Formel 3 (Platz 9) - 2013: Europäische Formel 3 (Platz 19) |

### Einzelergebnisse in der Formel-3-Euroserie
| Jahr | Team            | Motor         | 1   | 2   | 3   | 4   | 5   | 6   | 7   | 8   | 9   | 10  | 11  | 12  | 13  | 14  | 15  | 16  | 17  | 18  | 19  | 20  | 21  | 22  | 23  | 24  | Punkte | Rang |
| ---- | --------------- | ------------- | --- | --- | --- | --- | --- | --- | --- | --- | --- | --- | --- | --- | --- | --- | --- | --- | --- | --- | --- | --- | --- | --- | --- | --- | ------ | ---- |
| 2012 | Prema Powerteam | Mercedes-Benz | HO1 | HO1 | HO1 | BRH | BRH | BRH | SPI | SPI | SPI | NOR | NOR | NOR | NÜR | NÜR | NÜR | ZAN | ZAN | ZAN | VAL | VAL | VAL | HO2 | HO2 | HO2 | 127    | 8.   |
| 2012 | Prema Powerteam | Mercedes-Benz | 9   | 10  | DNF | 3   | 4   | 3   | 6   | 2   | 6   | DNF | 13  | 8   | 15  | 9   | 6   | 3   | DNF | DNF | 8   | 1   | 8   | 9   | 14  | 10  | 127    | 8.   |